# Hidroromarchita
La hidroromarchita és un mineral de la classe dels òxids.

## Característiques
La hidroromarchita és un hidròxid de fórmula química Sn₃O₂(OH)₂. Cristal·litza en el sistema tetragonal. Segons la classificació de Nickel-Strunz pertany a «04.FF - Hidròxids (sense V o U) amb OH, sense H₂O; diversos poliedres».

## Formació i jaciments
Va ser descoberta a les Boundary Falls del riu Winnipeg, al districte de Kenora (Ontario, Canadà). També ha estat descrita als Estats Units, Jamaica, Itàlia, Rússia i Austràlia.